# Yaşar Erkan
Yaşar Erkan (Erzincan, 1911. április 30. – Isztambul, 1986. május 17.) olimpiai bajnok török birkózó. Törökország első olimpiai bajnok sportolója.

## Pályafutása
1911. április 30-án született Erzincanban. Kötöttfogás és szabadfogás pehelysúlyban versenyzett. 1933 és 1935 között sorozatban három Balkán bajnokságot nyert. Az 1936-os berlini olimpián mindkét fogásnemben elindult. Szabadfogásban kizárták a versenyből, de kötöttfogásban a finn Aarne Reini és a svéd Einar Karlsson előtt aranyérmes lett. Ezzel Törökország első olimpiai aranyérmes sportolója lett. Az olimpia után még két Balkán bajnokságot nyert (1937, 1940).

## Sikerei, díjai
- Olimpiai játékok – kötöttfogás, pehelysúly
  - aranyérmes: 1936, Berlin
- Balkán bajnokság – kötöttfogás, pehelysúly
  - aranyérmes (5): 1933, 1934, 1935, 1937, 1940